# Roger-Gaspard de Saulx
Roger-Gaspard de Saulx, duc de Saulx-Tavannes, est un homme politique français , né à Paris le 12 juin 1806 et mort à Paris le 14 novembre 1845.

## Biographie
Roger Gaspard de Saulx-Tavannes est le fils de Charles Casimir de Saulx, duc de Saulx-Tavannes, pair de France héréditaire, et d'Aglaé Marie Louise de Choiseul Gouffier.
Il est le petit-fils de Charles François Casimir de Saulx, duc de Tavannes et de Marie Gabriel Florent Auguste, comte de Choiseul Gouffier, diplomate, pair de France, membre de l'Académie française.
Il devient Pair de France héréditaire en 1820 et est admis à siéger à la Chambre des pairs en 1834, en remplacement de son père.
Dépressif, il ne prend aucune part aux débats, et met fin prématurément à ses jours, âgé de trente-neuf ans.
Mort sans alliance, il est le second et dernier duc de Saulx-Tavannes.

### Sources
- Adolphe Robert et Gaston Cougny, Dictionnaire des parlementaires français, Edgar Bourloton, 1889-1891 [détail de l’édition]

### Pages connexes
- Famille de Saulx
- Duc de Saulx-Tavannes
- Château de Lux
- Liste des membres de la Chambre des Pairs (Restauration)
- Liste des membres de la Chambre des Pairs (Monarchie de Juillet)